# Eduard Scherrer
Eduard Scherrer, född 15 april 1890 i Leysin i Vaud, död 4 juli 1972, var en schweizisk bobåkare. Hans lag vann guld i fyrmansbob vid olympiska vinterspelen 1924 i Chamonix.